# コソボ料理

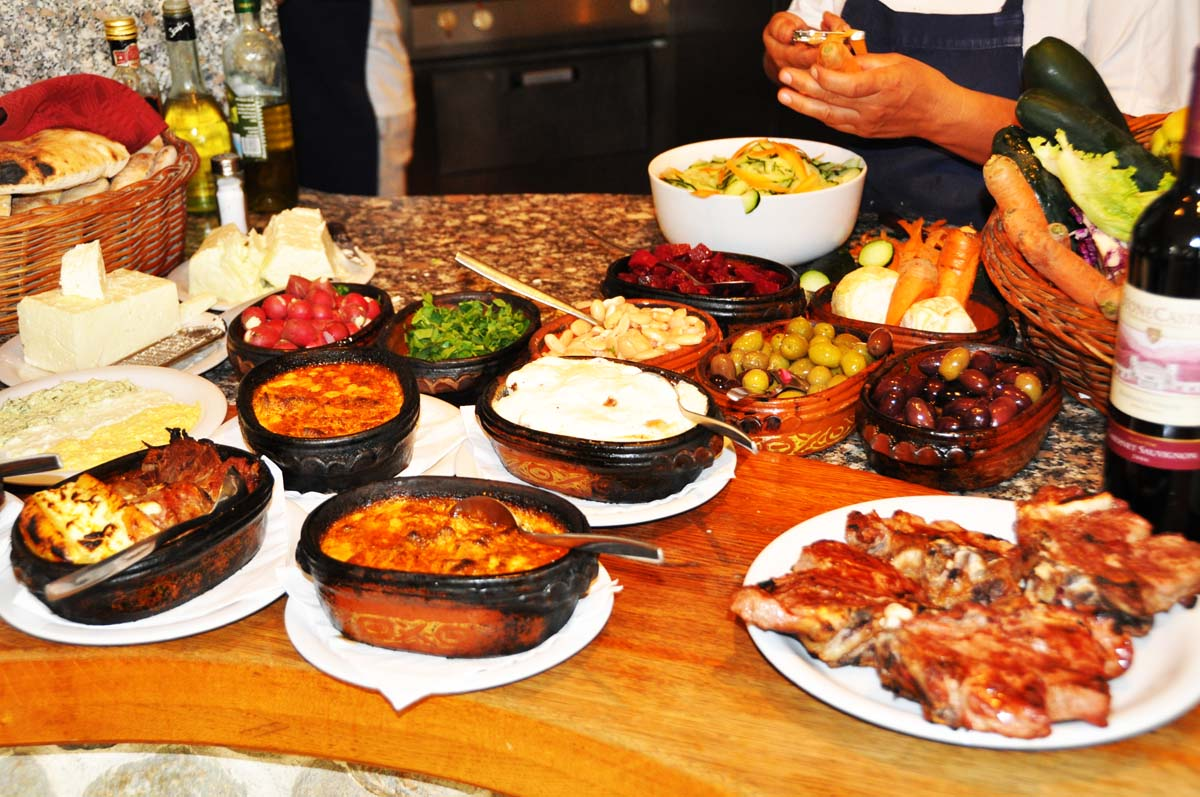
プリシュティナのレストランTiffanyで供される伝統料理

コソボ料理（コソボりょうり、アルバニア語: Kuzhina Kosovare）は、コソボに生まれついた民族集団の伝統的料理からなる。アルバニアとの歴史的および民族的関係により、コソボ料理は著しくアルバニア料理に影響を受けており、中央ヨーロッパ料理の構成要素を取り入れることは少なかった。一般的な料理にはパイ、フリア（パンケーキの一種）、肉詰めピーマン、豆果、サルマなどがある。それでありながら、地域により料理には若干の相違がある。
パン、乳製品、肉および野菜はコソボのアルバニア人料理の重要な主食である。レシピが多様であるため、コソボの日常の料理は、国内で猛暑となることもある夏や長く続くことが多い冬に適応できる。その大陸性気候のため、新鮮な野菜は夏の食材であり、秋から冬は漬物の野菜を食べる。コソボの冬の間の最も一般的な料理は、ザワークラウト、青トマト、キュウリ、カリフラワーの漬物、および通常初秋の味覚であるajvar（辛いまたは辛くない赤トウガラシ）などの調味料からなる。これらは一年を通して人気の前菜の食材でもある。

## 朝食
コソボでの朝食は通常は軽く、クロワッサンとコーヒー、サンドイッチ、スクランブルエッグ、オムレツ、またはトーストにサラミ、プロセスチーズ、レタスと茶からなる。シリアルと牛乳、ワッフル、プレッツェルおよび自家製パンケーキと蜂蜜、マーマレードまたはヌテラもまた特に子供が良く食べる。

## パン
全国中に様々なパンがある。特に；バゲット、コーンブレッド（Leqenik）、キフリおよび全粒粉パンなど。

## パイ

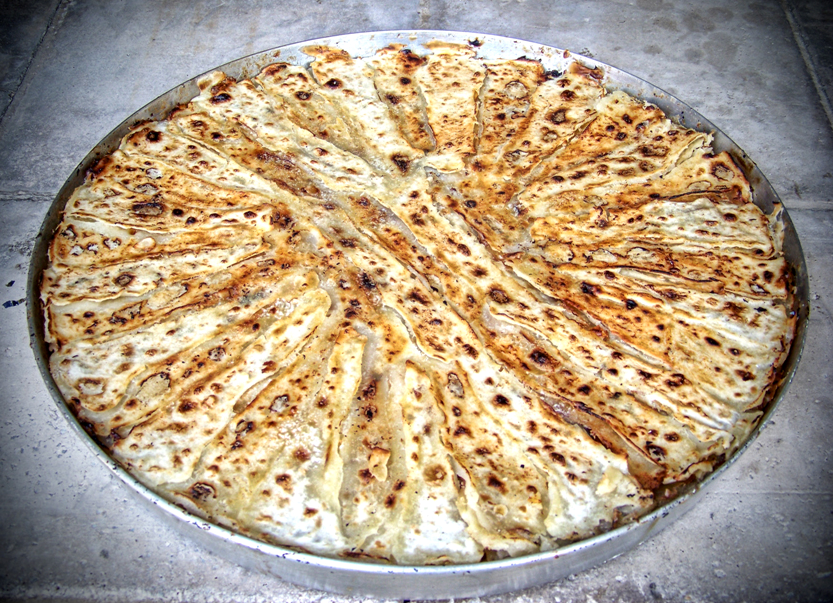
Flija

コソボではパイを「trejte」、または「pite」と呼ぶ。様々なパイが一般的である：
- Kullpite：中に具が無い焼いたパン生地にヨーグルトを塗る。
- ブレク（Burek）：アルバニアでByrekと呼ばれるパイで、層状ペイストリーに挽肉、ホワイトチーズ、ホウレンソウを詰めて作る。
- Bakllasarëm：ヨーグルトとニンニクを乗せた塩味のパイ[3]。
- パンプキンパイ
- ホウレンソウパイ (en)
- フリア：ミルフィーユに似たパンケーキ。他のアルバニア料理にも使われる金属製の蓋「サチ」を熱して、器にかぶせて焼き重ねていく[1]。
- Leqenik：Kryelanë（Krelanë）とも呼ぶ[4][5]。
- Resenik：キャベツのパイ[6]。
- Purrenik：リーキのパイ[7]。
- Hithenik：イラクサのパイ[8]。

## サラダ

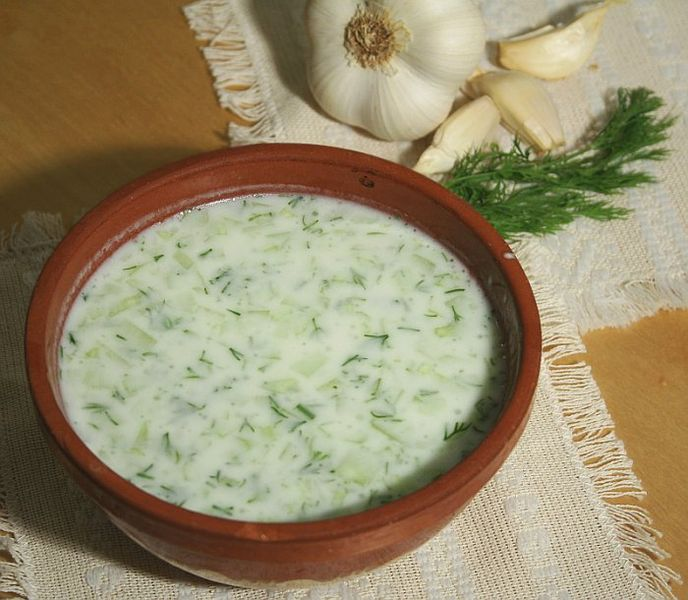
タラトール

典型的なサラダの食材は、トマト、タマネギ、ニンニク、ピーマン、キュウリ、ジャガイモ、キャベツ、レタス、ニンジンおよび豆である。
- ポテトサラダ
- ザジキ：キュウリ、ニンニクおよびヨーグルトで作る伝統的サラダ。夏に非常に人気な料理。
- トマトとキュウリのサラダ
- 乾燥イサクサのサラダ
- 豆サラダ
- ショプスカ・サラタ：トマト、キュウリ、タマネギおよびホワイトチーズで作る簡素なサラダ。

## メイン

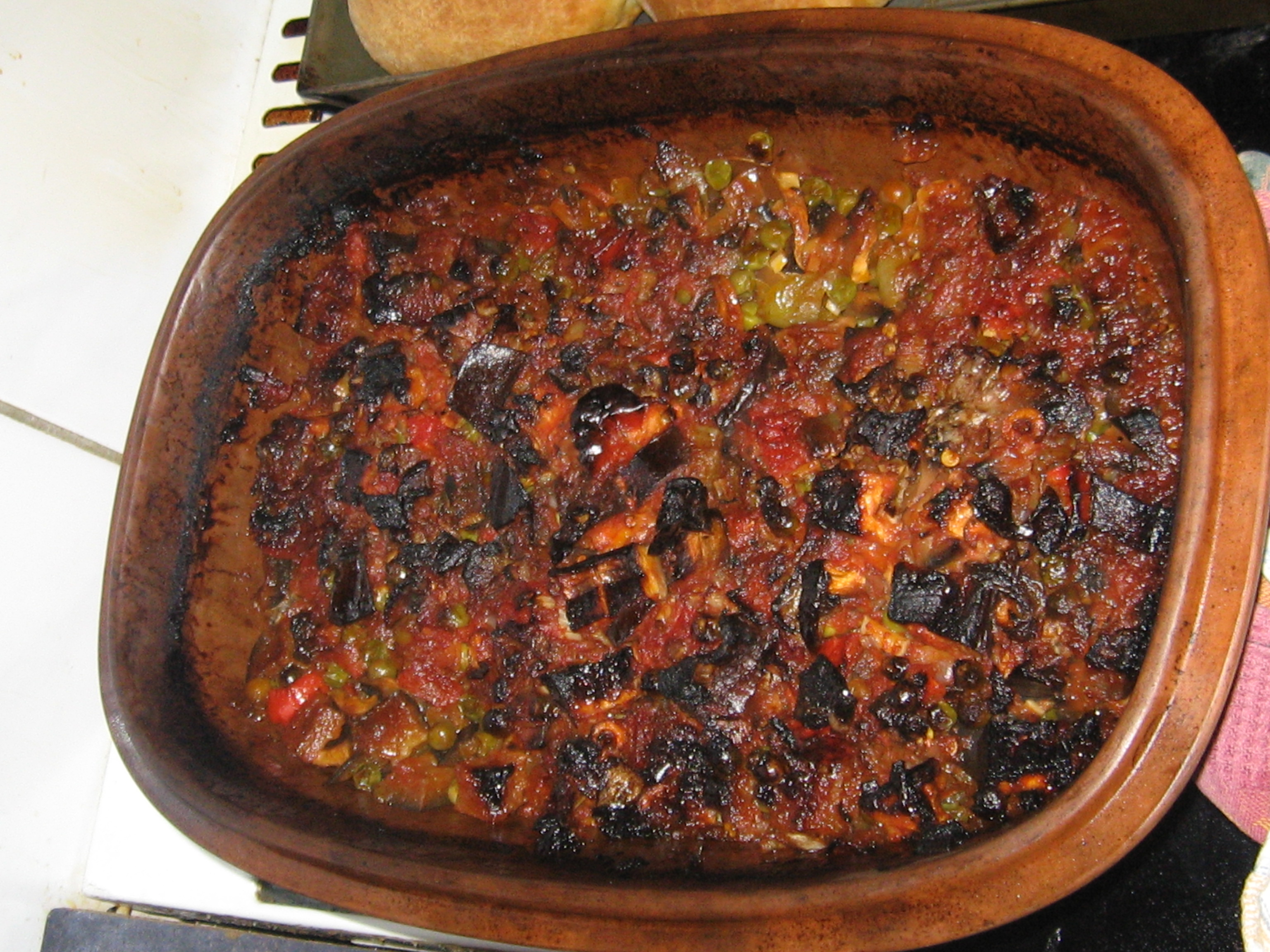
Tava e Prizrenit

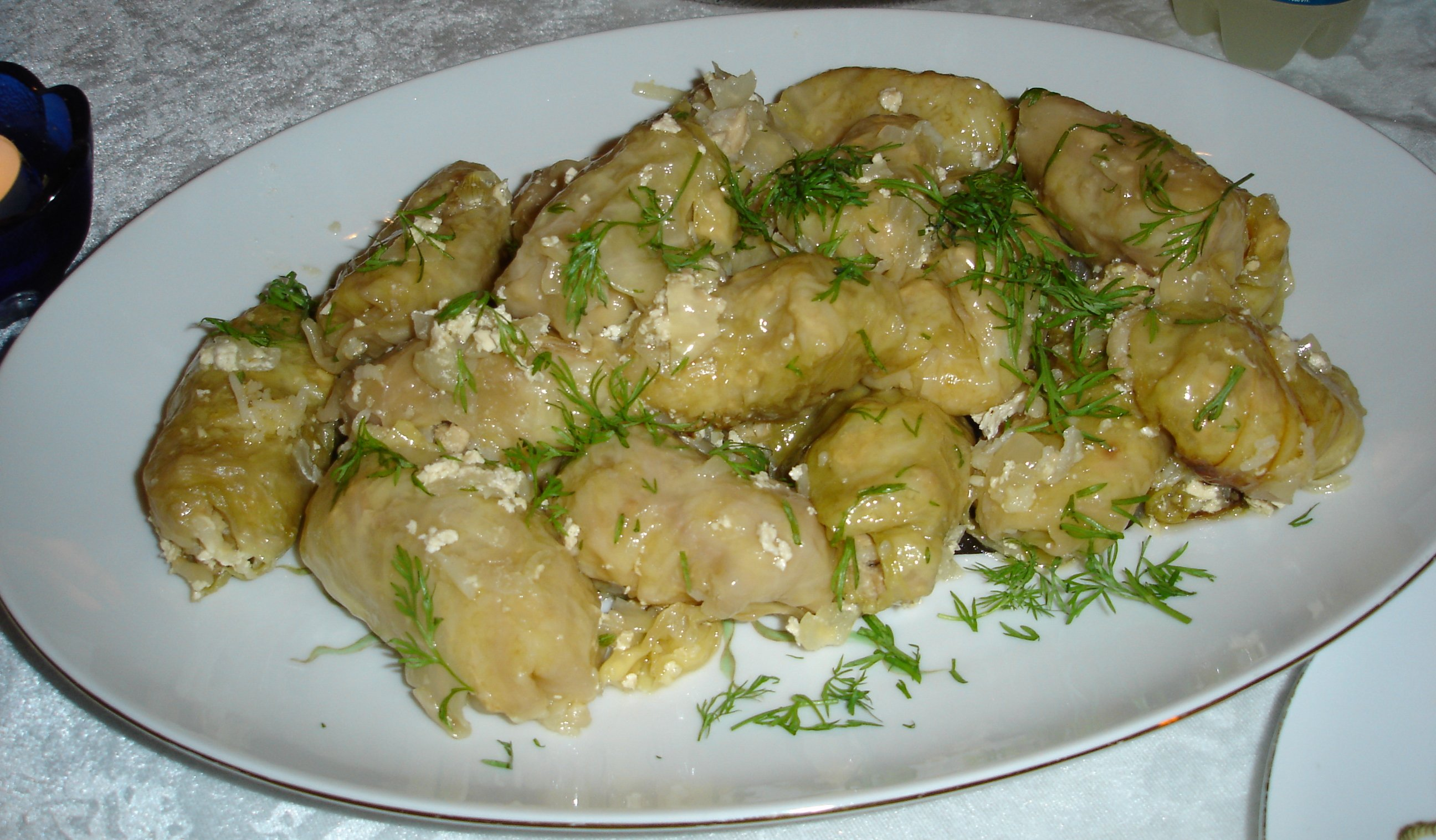
キャベツの葉のサルマ

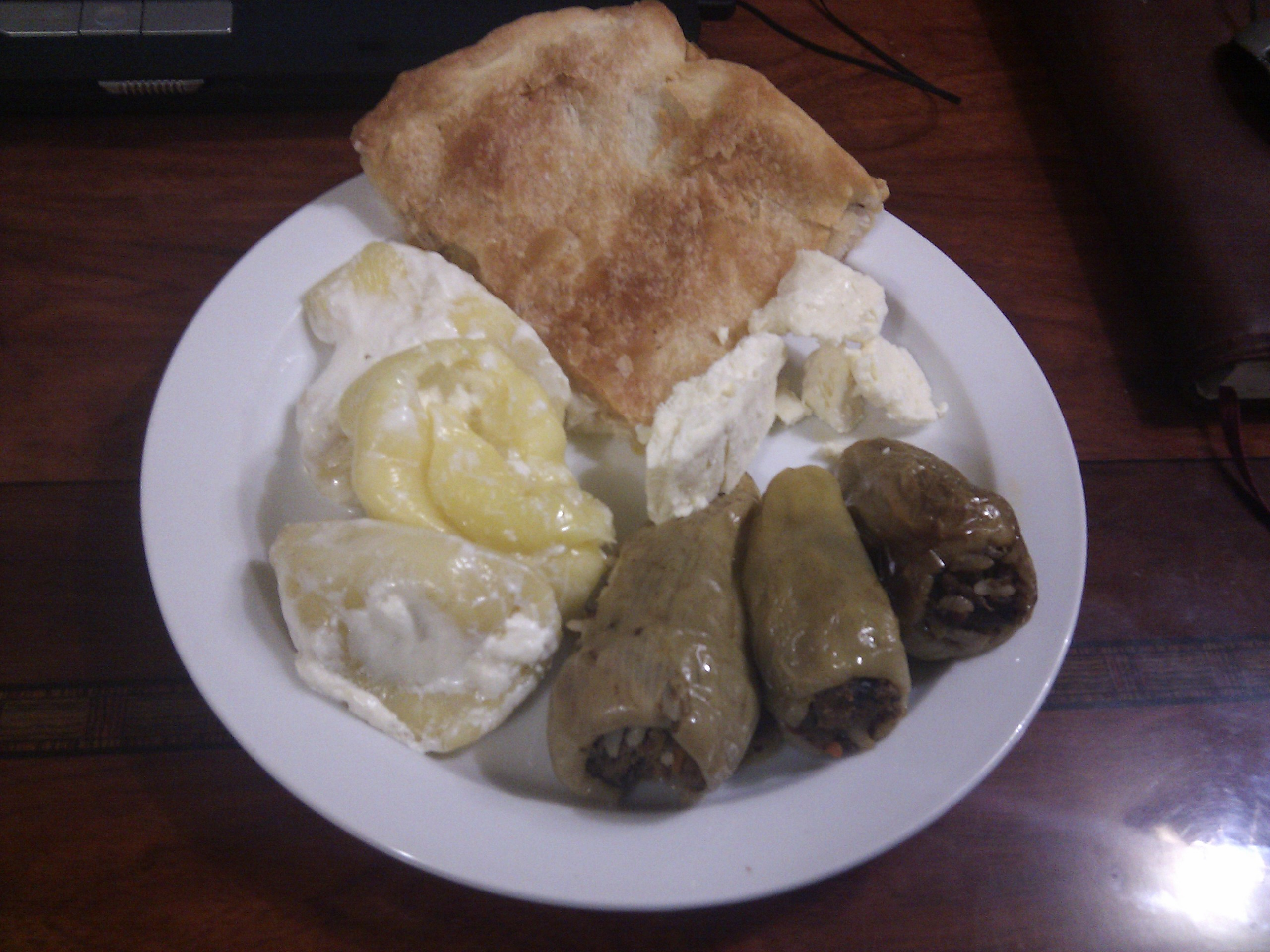
サルマ、ケフィアを詰めたピーマン、カッテージチーズ、およびpite。

Tavë Prizreniは、南部の都市プリズレンの地域伝統のキャセロールである。これは羊肉、ナス、ピーマン、タマネギ、トマトで作り、温かく供される。サルマもまたもう1つの人気の昼食の料理で、キャベツまたはブドウの葉で（限定していないが）挽肉を包んで作る。
- 肉詰めピーマン：肉、コメ、および野菜を詰める。
- ラザニア：ソースと様々な具材は互いに変わる。
- Qebapa：羊肉と牛肉の合い挽きでつくる小さな皮なし肉ソーセージのグリル；タマネギ、サワークリーム、アイバルおよびピタパン）（pitalka）を添えて供される。
- ロールキャベツ
- マカロニ：パスタ。
- サルシッチャ：伝統的ソーセージ。
- Tavë[10]：伝統的なラムチョップの料理。
- Tavë kosi：羊肉とヨーグルトの焼き料理。

## 魚
コソボは内陸国であり、最も人気の魚料理は、パイクパーチやコイのような淡水魚のフライからなる。名物料理はコイの鍋料理tavë krapiと考えられ、ドゥカジニ渓谷周辺の都市、特にシュコドラとの関係によりジャコヴァで広まっている。付け合わせは、ニンニク、ローリエ、トマト、パセリである。

## デザート

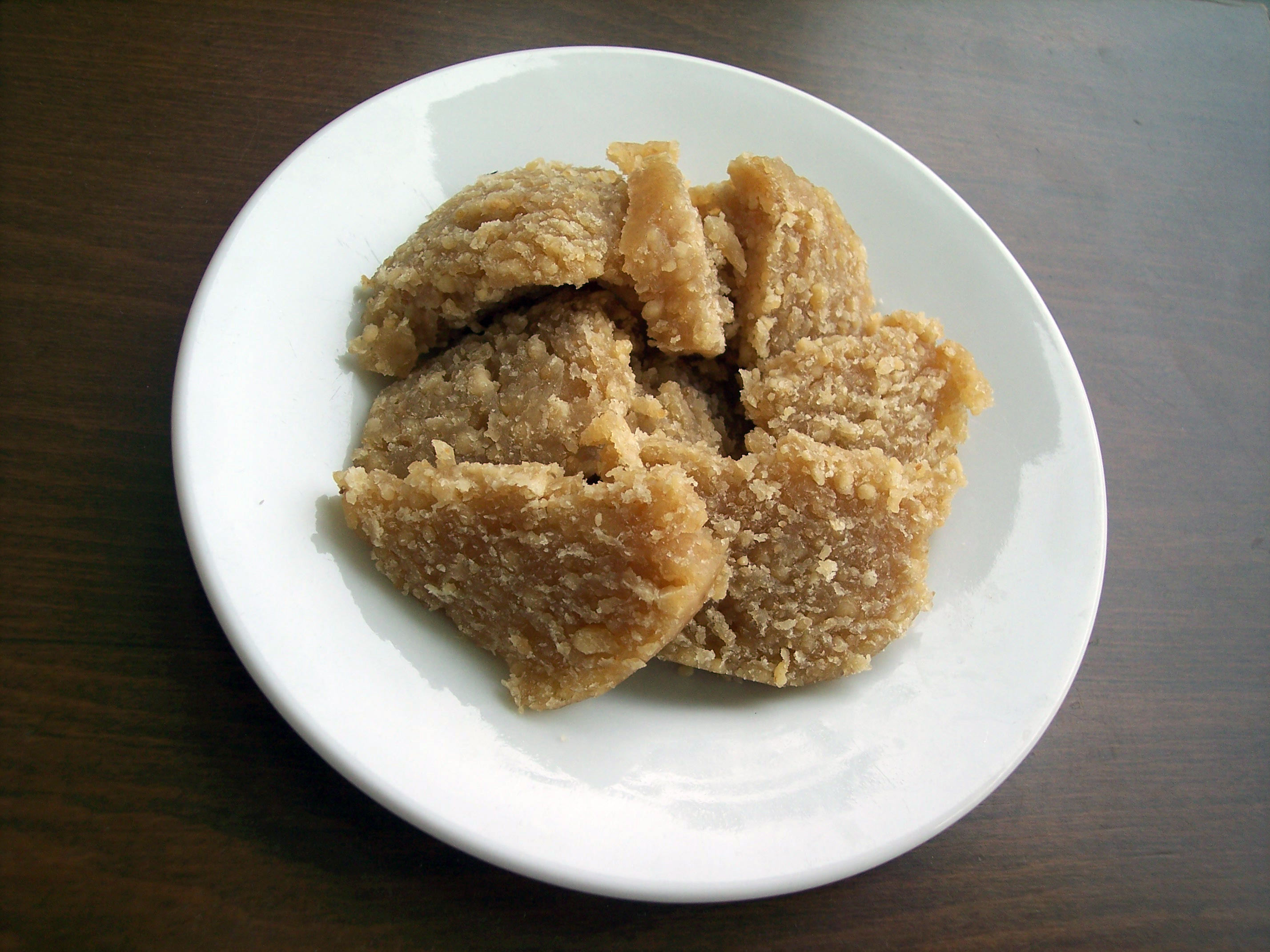
ハルヴァ

伝統的なコソボのデザートは、レモンまたはバニラ風味で味付けしたシャーベットである。主流のペイストリーには、バクラヴァ（地域の種類）、クレムシュニテ、プディング、クレープ、Tullumbat、Tespishte、Rovaniなどがある。
- バクラヴァ：濃厚で甘いペイストリーで、フィロペイストリーの層に砕いたナッツを詰めて作りシロップまたは蜂蜜で甘みを加える。
- ライスプディング：水または牛乳とコメで作り、シナモンやレーズンなどの他の材料も加える。様々な種類がデザートまたはディナーで供される。デザートの場合、通常は砂糖などで甘みを加える。
- クレムシュニテ：ホイップクリームとカスタードのケーキ。
- Kek ：ケーキと同様の種類のデザート。
- ハルヴァ：コソボ発祥でない、小麦粉で作る甘い菓子。
- Sheqerpare

## 飲料

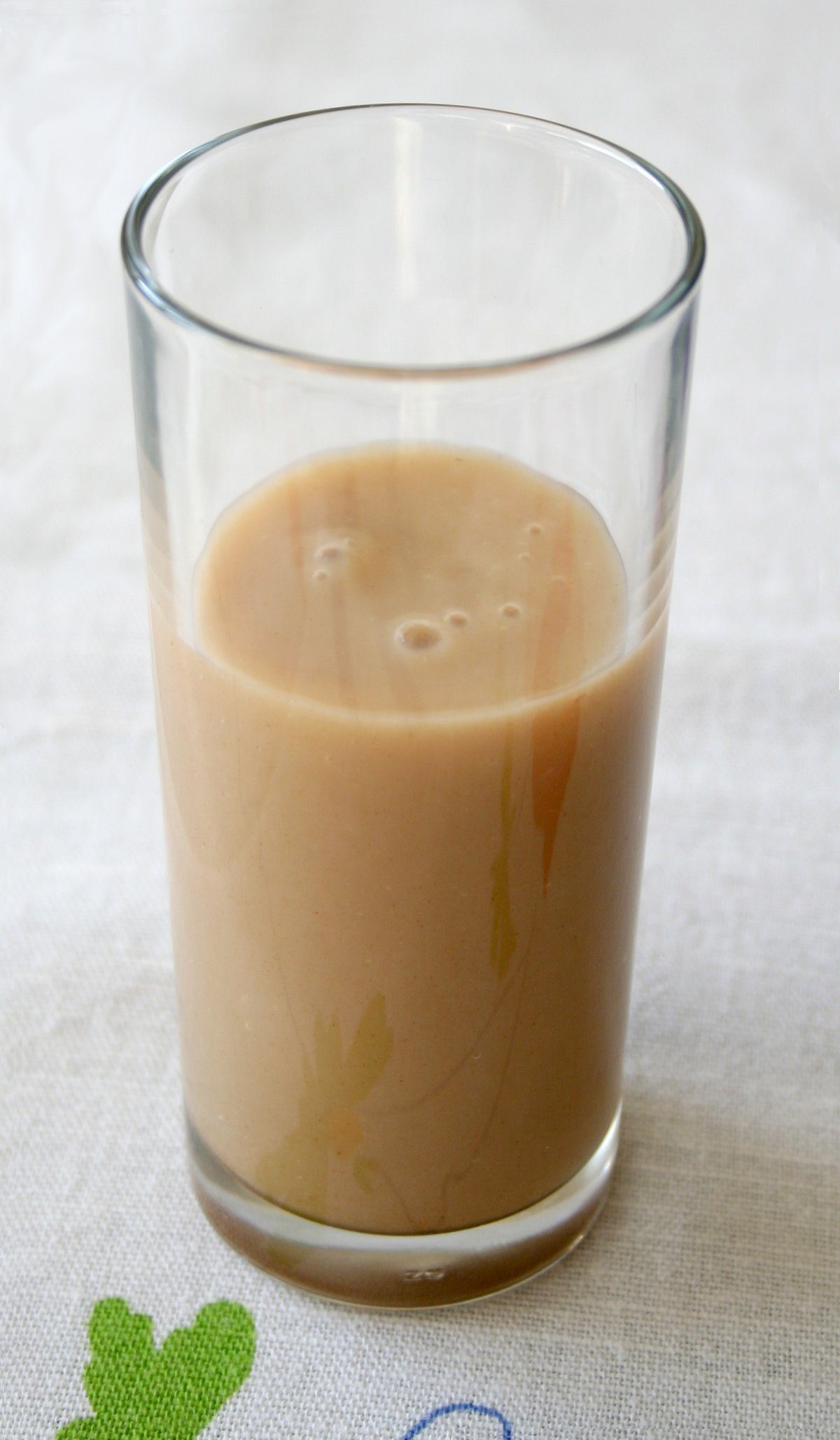
グラスに注いだボザ

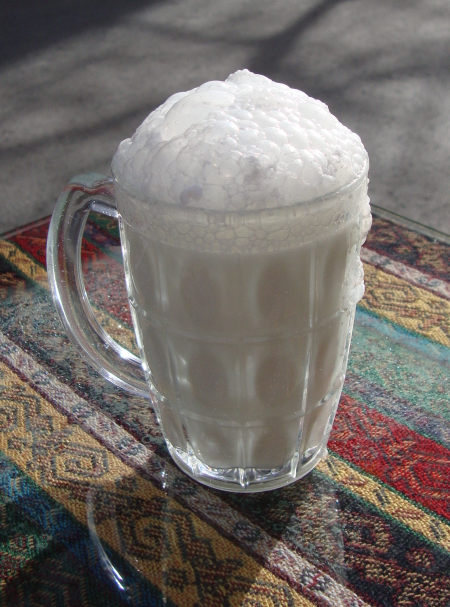
アイラン

コソボで最も人気な伝統的飲み物は、赤キャベツを発酵して作るRasojである。他の人気の飲み物には、ボザ、レモネード、カンポット（通常マルメロなどの季節の果物で作り秋に飲む）、ビール、およびコーヒーや茶がある。
- Rasoj[11]：善玉菌発酵した赤キャベツジュースで、主に冬に飲む。
- ラキヤ：地域のフルーツブランデーで人気のアルコール飲料。コソボでは、ブドウだけで作る。
- ボザ：トウモロコシと小麦粉から作るノンアルコール飲料。爽快な夏の飲み物として有名である。
- アイラン：ヨーグルト、水および塩を混ぜて作る。
- ビール：コソボの地元のビールには、「Birra Peja」、「Birra Ereniku」、「Birra Prishtina」などがある。
- カンポット：ノンアルコールの甘い飲み物で、伝統および季節により、温めてまたは冷やして飲む。
- コーヒー：ドリップコーヒー、パーコレータ、エスプレッソ（カフェ・マキアートやカプチーノなど）、様々なインスタントコーヒー。
- 茶：最も人気の茶は野草茶（英語版）、ローズヒップティー、紅茶、およびペパーミントティー。